# Мерхинг
Мерхинг (њем. Merching) општина је у њемачкој савезној држави Баварска. Једно је од 24 општинска средишта округа Ајхах-Фридберг. Према процјени из 2010. у општини је живјело 3.131 становника. Посједује регионалну шифру (AGS) 9771145.

## Географски и демографски подаци
Мерхинг се налази у савезној држави Баварска у округу Ајхах-Фридберг. Општина се налази на надморској висини од 529 метара. Површина општине износи 24,8 km². У самом мјесту је, према процјени из 2010. године, живјело 3.131 становника. Просјечна густина становништва износи 126 становника/km².